# シーモア・エジャートン (第4代ウィルトン伯爵)
第4代ウィルトン伯爵シーモア・ジョン・グレイ・「シム」・エジャートン（英語: Seymour John Grey "Sim" Egerton, 4th Earl of Wilton、1839年1月17日 – 1898年1月3日）は、イギリスの貴族。

## 生涯
第2代ウィルトン伯爵トマス・エジャートンと1人目の妻メアリー・マーガレット（Mary Margaret、旧姓スミス＝スタンリー（Smith-Stanley）、1801年3月23日 – 1858年12月16日、第12代ダービー伯爵エドワード・スミス＝スタンリーの娘）の息子として、1839年1月17日にレスターシャーのエジャートン・ロッジ（Egerton Lodge）で生まれた。1850年から1854年までイートン・カレッジで教育を受けた。
1855年7月13日、ライフガーズ第1連隊の少尉としての辞令を購入した。1857年8月28日、中尉への昇進を購入した。1866年12月4日、大尉への昇進を購入した。1868年12月に引退した。
1885年1月18日に兄アーサー・エドワード・ホランド・グレイが死去すると、ウィルトン伯爵位を継承した。
アマチュアのミュージシャンであり、サー・アーサー・サリヴァンからイングランドにおける最も優れたアマチュアミュージシャンと評された。1887年よりロード・ウィルトンというアンティークバイオリンを所有し、1898年には息子が継承したが、1901年に売却されウィルトン伯爵家の手から離れた。
1898年1月3日にヒートン・ホールで急死、7日にプレストウィッチで埋葬された。

## 家族
1862年8月9日、ローラ・キャロライン・ラッセル（Laura Caroline Russell、1842年1月31日 – 1916年6月15日、ウィリアム・ラッセルの娘）と結婚、1男2女をもうけた。
- アーサー・ジョージ（1863年5月17日 – 1915年4月26日） - 第5代ウィルトン伯爵[1]
- エリザベス・エマ・ジェラルディン（Elizabeth Emma Geraldine、1865年5月16日 – 1953年10月2日） - 1887年11月17日、ジョージ・ウィリアム・テイラー（George William Taylor）と結婚[8][9]
- シビル・コンスタンス（Sybil Constance、1874年8月16日 – 1874年9月5日[8]）